# Cmentarz Bożego Ciała we Wrocławiu
Cmentarz Bożego Ciała (niem. Friedhof St. Corpus Christi) – nieistniejący dziś cmentarz we Wrocławiu założony w roku 1715, nieużytkowany po 1870, a ostatecznie zlikwidowany w 1963 roku. Już pod koniec XIX wieku odnotowano, że nagrobki na tym cmentarzu są uszkodzone, zaś podczas oblężenia Festung Breslau w 1945 r. uległ on zniszczeniu.
Zlokalizowany był na południe od dzisiejszej ulicy Kamiennej (niem. Steinstraße), przy zlikwidowanym już przedłużeniu Gallestraße, dzisiejszej Wapiennej. Nie miał kaplicy; otoczony był murem wysokości około 2,5 m.
Najstarsza część cmentarza znajdowała się na niewielkiej działce położonej (w przybliżeniu równoleżnikowo) wzdłuż Steinstraße; w drugiej dekadzie XIX wieku przyłączono do niego drugą (większą) działkę, położoną (w przybliżeniu południkowo) wzdłuż przedłużenia Gallestraße, przez co cmentarz ten na planie miasta miał kształt podobny do odwróconej litery „L”.